# Chelicerca spiculata
Chelicerca spiculata is een insectensoort uit de familie Anisembiidae, die tot de orde webspinners (Embioptera) behoort. De soort komt voor in Peru.
Chelicerca spiculata is voor het eerst wetenschappelijk beschreven door Ross in 2003.